# Chronique de Monemvasia

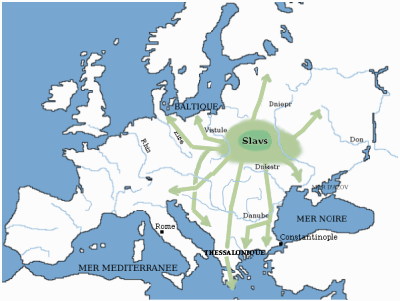
Migrations des peuples slaves entre le V et le X.

La Chronique de Monemvasia (en grec : Τὸ χρονικὸν τῆς Μονεμβασίας), aussi connue en français comme Chronique du Péloponnèse selon l’expression du byzantiniste Paul Lemerle  est un court texte médiéval de trois pages qui subsiste en quatre versions rédigées en grec et dont le ou les auteurs demeurent inconnus. La Chronique, en particulier dans la version conservée au monastère d’Iveron, raconte des évènements qui marquèrent la conquête et la colonisation de la Grèce continentale par les Slaves et les Avars au cours de la période allant de 587 à  805. Il ne s’agit toutefois pas vraiment d’une « chronique » au sens traditionnel du terme, mais plutôt d’une compilation de diverses sources ayant trait aux Avars et aux Slaves ainsi qu’à la fondation de l’évêché de Patras,. Il est possible que la Chronique de Monemvasia ait servi d’instrument dans les négociations avec le métropolite de Corinthe concernant le statut du siège métropolitain de Patras. Il demeure l’une des sources les plus controversées sur l’établissement des Slaves en Grèce.

## Les versions
Il existe quatre manuscrits contenant ce texte : Iviron 329 (XVIe siècle), Kutlumus 220 (XVe siècle ou XVIe siècle), Taurinensis 336 (XVIe siècle) et Collegio Greco 12 (XIIIe siècle – XVe siècle/XVIe siècle). Le premier manuscrit de la Chronique fut publié en 1749 par Giuseppe Passini et ses collaborateurs, Rivautella et Berta à la Bibliothèque royale de Turin. Ce texte fut repris en 1884 par Spyridon P. Lambros accompagné de deux autres versions découvertes l’une au monastère d’Iveron et l’autre au monastère de Koutloumousiou, deux monastères du Mont Athos. Le Taurinensis 336 fut détruit dans un incendie en 1904, mais nous est connu par l’édition de Passini et par celle de N. A. Bees qui republia les textes des trois versions avec quelques corrections mineures en 1909,. Trois ans plus tard (1912), une quatrième version fut publiée par Lambros qui avait entretemps découvert une nouvelle version au Collegio Greco de Rome.
Les versions Kutlumus et Taurinensis sont pratiquement identiques, mais il existe des différences substantielles dans les autres manuscrits. Le manuscrit d’Iveron se concentre sur les invasions slaves et avars de la péninsule balkanique au VIe siècle, sur l’installation des Slaves dans le Péloponnèse et leur soumission à l’autorité impériale sous le règne de Nicéphore Ier. Les versions de Koutloumousiou et de Turin, outre ces faits, contiennent d’autres notes concernant principalement les évènements ayant trait aux sièges métropolitains de Monemvasia et de Lacédémone entre 1083 et le milieu du XIVe siècle. La version romaine comprend ces dernières notes sans reprendre quoi que ce soit du manuscrit Iveron.

## Ordre chronologique des textes
Les spécialistes contemporains ne s’entendent pas sur l’ordre chronologique dans lequel furent rédigés les quatre manuscrits. Selon Lambros, le texte découvert au monastère d’Iveron serait la version la plus ancienne,. N. A. Bees pour sa part repousse cette hypothèse; selon lui le manuscrit d’Iveron serait une version ultérieure des versions de Turin et de Koutloumousiou. Des études récentes, qui ne font toutefois pas consensus, ont démontré que le texte d’Iveron serait une version ultérieure de la Chronique en raison de son utilisation du calendrier byzantin, alors que les textes de Koutloumousiou et de Turin utilisent le système plus ancien du calendrier copte.

## Paternité
L’auteur ou les auteurs de la Chronique demeure(nt) inconnu(s). Selon une hypothèse soutenue par J. Koder, ce serait Aréthas de Césarée qui aurait compilé le texte. Cette hypothèse est toutefois rejetée par I. Dujčev en raison de l’allusion dans le texte à l’empereur Nicéphore II (r. 963-969) qui aurait vécu après Aréthas.

## Date de composition
Les spécialistes divergent également d’opinion sur la date de la rédaction des quatre manuscrits. Pour Paul Lemerle, le texte originel aurait été écrit en 932 lorsqu’il fut utilisé par Aréthas dans une scolie,. Spyridon Lambros pour sa part croit que la version d’Iveron aurait été composée entre 806 et 1083, alors que les versions de Turin et de Koutloumousiou auraient été écrites vers la fin du XIIIe siècle. Ce point de vue n’est pas partagé par N. A. Bees qui croit plutôt que l’ensemble de la Chronique fut composée entre 1340 et le XVIe siècle. S. Kougeas parle plutôt d’une composition ultérieure au règne de Nicéphore II Phokas (r. 963-969), alors que Michael Whitby croit que la Chronique aurait été rédigée au Péloponnèse vers l’an 1000. Enfin, I. Dujčev date la Chronique des années 963 à 1018 et Florin Curta avance plutôt la fin du Xe siècle ou le début du XIe siècle.

## Le texte
La Chronique contient un narratif en deux parties décrivant (1) les guerres entre Romains (i. e. Byzantins) et les Avars au VIe siècle et (2) la conquête du Péloponnèse par les Avars et la fuite de ses habitants. Une suite consistant en informations sur les diocèses du Péloponnèse du XIe siècle  au XIVe siècle  sur trouve dans le Kutlumus, le Taurinensis et le Collegio Greco .
Selon le manuscrit d’Iveron, les Avars et les Slaves auraient conquis la Thessalie, l’Épire, l’Attique et l’ile d’Eubée, provoquant la fuite de la population grecque vers d’autres régions : les habitants de Patras se seraient dirigés vers Reggio de Calabre, les Argives vers l’ile d’Orobe, les Corinthiens vers Égine et les Laconiens vers la Sicile. La ville de Monemvasie (aussi appelée Monovásia ou Malvoisie), en particulier, aurait été fondée sur la côte dans une région inaccessible du Péloponnèse par des clans connus par la suite sous le nom collectif de Zakoniens . En raison de la nature montagneuse de l’est du Péloponnèse, les territoires de Corinthe au Cap Malea demeurèrent sous contrôle romain (i.e. byzantin). Un des gouverneurs du Péloponnèse, natif de la Petite Arménie, entra en conflit avec diverses tribus slaves qu’il parvint à annihiler. Ce membre de la famille Sklèros dont le nom n’est pas mentionné aurait alors aidé nombre de Grecs à reprendre leurs possessions. Ayant été mis au courant, l’empereur Nicéphore Ier (r. 802 – 811) aurait aidé à revitaliser les villes de l’endroit, aurait rebâti les églises et christianisé les païens.

## Sources de la Chronique
La Chronique est en bonne partie dérivée des textes d’Évagre le Scholastique, de Théophane Confesseur, de Ménandre le Protecteur et de Théophylacte Simocatta,  Toutefois, une autre source a été utilisée pour décrire l’installation des Avars et des Slaves dans le Péloponnèse pendant 218 ans. Cette source qui demeure inconnue pourrait avoir été un faux d’origine ecclésiastique écrit par l’évêque de Patras ou au nom de celui-ci. Ce texte aurait été utilisé à la fois dans la scolie d’Aréthas et dans la lettre du patriarche Nicolas III à l’empereur Alexis Ier Comnène (r. 1081 – 1118).

## Fiabilité
Décrivant la déportation de la population grecque du Péloponnèse, ce texte a servi de base dans les débats des XIXe siècle et XXe siècle sur l’établissement des Slaves en Grèce. En 1836, Jakob Fallmerayer s’en servit pour démontrer que les habitants contemporains de la Grèce descendent des Slaves et non des anciens Grecs avec les implications politiques que cela sous-entend. Les thèses de Fallmerayer devaient provoquer une réplique vigoureuse de la part des historiens nationalistes grecs et alimenter des débats hautement politiques.
La fiabilité historique de la Chronique fait toujours l’objet de discussions académiques. Ainsi Peter Charanis, affirme qu'«il ne reste pratiquement aucun fait de la Chronique qui ne puisse être confirmé par d’autres sources … et l’on peut affirmer en termes certains et non équivoques que la Chronique de Monemvasia est absolument fiable et constitue l’une des sources les plus précieuses sur la pénétration des Avars et des Slaves en Grèce sous le règne de Maurice», . Kenneth Setton rejette d’emblée cette affirmation et ne voit dans la Chronique « qu’un mélange de faits et de fiction ». Pour Stilpon Kyriakides,, la Chronique témoigne d’une partialité ecclésiastique et la conquête de la Grèce par les Avars et les Slaves n’est qu’un mythe ,.
Quoi qu’il en soit, le ou les auteur(s) font preuve d’une grande ignorance de la géographie des Balkans hors du Péloponnèse, même s’il(s) prétende(nt) baser la description des attaques slaves et avars sur la description que fait Procope des raids des Huns (appelés par d’autres auteurs byzantins Bulgares). Parmi les erreurs on peut citer à titre d’exemple le fait que la ville de Monemvasia ne fut pas érigée après l’invasion de la Grèce par les Slaves/Avars, mais bien quatre ou cinq ans (vers 582-583) avant leur arrivée. Autre exemple : la migration des Corinthiens vers l’ile d’Égine dans le golfe Saronique, laquelle est contredite par la correspondance échangée en février 591 entre le pape Grégoire Ier et l’archevêque Anastase de Corinthe. Différentes sources contredisent diverses affirmations de la Chronique; par exemple certains canons du Sixième Concile œcuménique (Concile « in Trullo » ou « Quinisexte » - 691-692) ainsi que le Taktika (entre 733 et 746) de l’empereur Léon III (r. 717-741) qui mentionnent tous deux une présence grecque continue et des institutions ecclésiastiques grecques à travers l’ensemble de la Grèce continentale sans mentionner une domination démographique et culturelle slave à long terme. Par ailleurs on ne trouve aucune preuve tangible d’une reconstruction d’églises au Péloponnèse qui viendrait corroborer ce que dit la Chronique.
Sur le plan archéologique, la Chronique de Monemvasia surestime l’impact qu’eurent les invasions slaves et avars en Grèce . À Méthana, pas plus que dans le reste du Péloponnèse, on ne trouve de preuve  tangible de modification notable des traditions d’habitation; toutefois, l’ile de Cithère de même que d’autres endroits le long de la côte durent être abandonnés à cause des attaques de flottes slaves.